# Shimamoto
Shimamoto (島本町?, Shimamoto-chō) è una cittadina giapponese della prefettura di Osaka, situata ai confini con la prefettura di Kyoto. È l'unico comune del distretto di Mishima. Nel 2009, la popolazione era composta da 29.003 abitanti distribuiti su un'area di 16,78 km², per una densità di 1.728,43 ab./km².

## Storia
La parte sud-orientale di Shimamoto e la vicina Ōyamazaki formano la zona di Yamazaki, teatro dell'omonima battaglia del XVI secolo.

## Economia
Nel territorio cittadino, in zona Yamazaki, si trova la distilleria Yamazaki della Suntory, la più vecchia fabbrica di whisky del Giappone.

## Infrastrutture e trasporti
In territorio comunale si trovano la stazione di Minase, dove fermano locali e semiespressi della linea principale Hankyū Kyōto e la stazione di Shimamoto, dove fermano i treni locali della linea JR Kyōto.